# Viper Racing
Viper Racing est un jeu vidéo de course développé par Monster Games et édité par Sierra Entertainment sorti en 1998 sur Windows.

## Accueil
- Jeuxvideo.com : 17/20[1]